# Новая Восточная Пруссия
Новая Восточная Пруссия (нем. Neuostpreußen; пол. Prusy Nowowschodnie) — провинция Прусского королевства, существовавшая в 1795—1807 годы. Была образована на территории Мазовии и Подляшья, которая отошла к Пруссии в результате третьего раздела Польши. В 1807 году территория провинции целиком перешла во вновь созданное Варшавское герцогство.

## Образование
Вошедшая в состав Прусского государства после Третьего польского раздела в 1795 году Новая Восточная Пруссия охватывала земли, расположенные между Восточной Пруссией (бывшим Прусским герцогством) и Вислой, Западным Бугом и рекой Неман и включала в себя части трёх бывших польских воеводств — Подляшского, Мазовецкого и Трокского.
Однако не все земли, полученные Пруссией после Третьего польского раздела, вошли в состав новообразованной провинции. Варшава с её западными окрестностями была передана в состав созданной ранее в 1793 году провинции Южная Пруссия. Одновременно территории Южной Пруссии, расположенные к северо-востоку от Вислы вокруг Плоцка, были переданы в состав новой провинции Новая Восточная Пруссия.

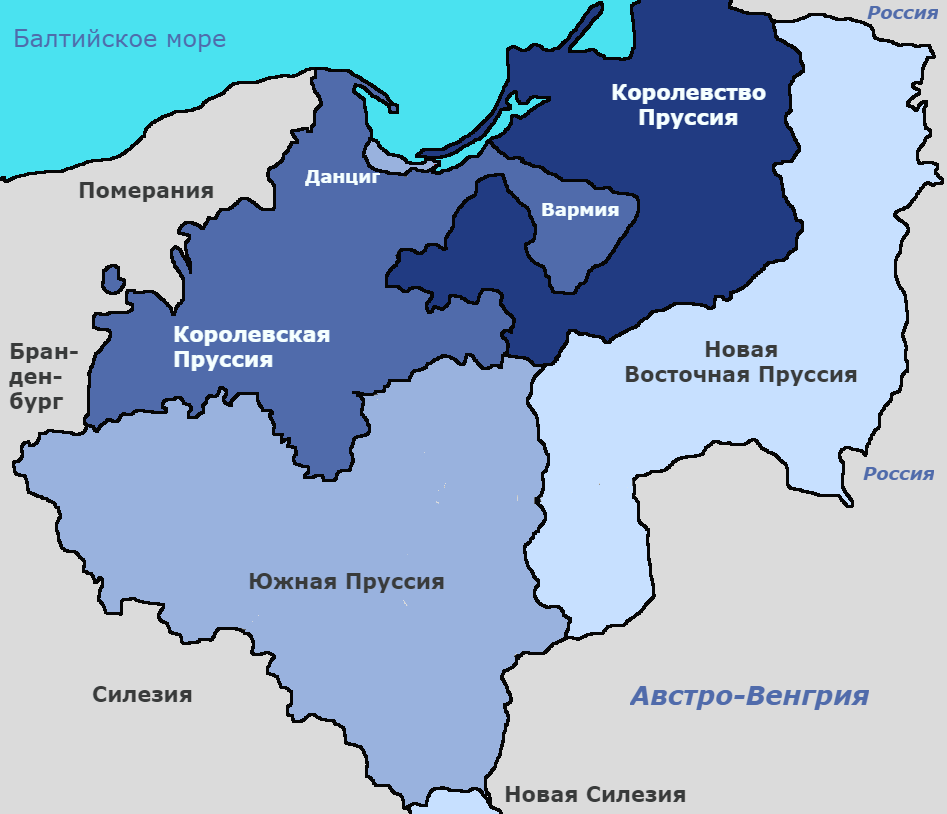
До обмена территорий с Южной Пруссией
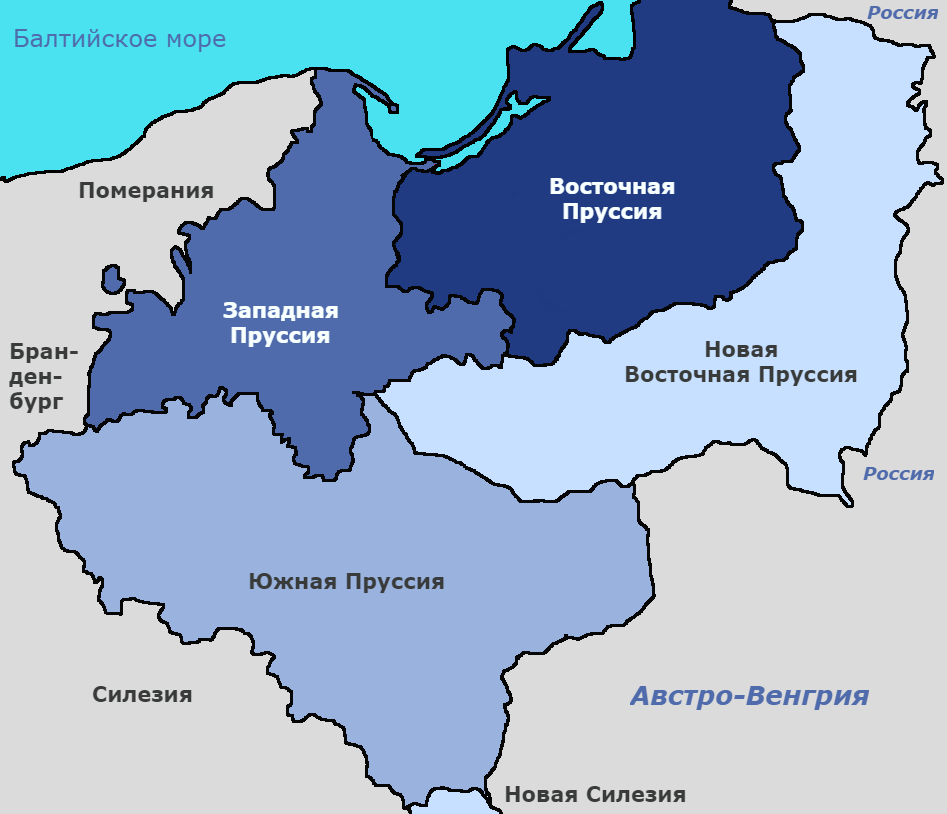
После обмена территорий с Южной Пруссией

Приобретённая также в 1795 году территория Севежского княжества образовала новую провинцию Новая Силезия.

## Административное деление
На территории провинции были созданы два департамента (нем. Kammerdepartment) Военно-доменной камеры:
- Департамент Плоцк, центр — Плоцк (западная часть провинции)
- Департамент Белосток, центр — Белосток (восточная часть провинции)

## Ликвидация
После победы Наполеона в русско-прусско-французской войне в 1807 году Новая Восточная Пруссия была разделена, согласно условиям Тильзитского договора. Плоцк отошёл вновь созданному Варшавскому герцогству под французским протекторатом, а Белосток был передан в состав Российской империи в виде Белостокской области. Однако уже в 1815 году в ходе Венского конгресса, завершившего наполеоновские войны, территория всей бывшей Новой Восточной Пруссии вошла в состав созданного Царства Польского, находящегося в личной унии с Российской империей.